# Fissidens aciphyllus
Fissidens aciphyllus är en bladmossart som beskrevs av Hugh Neville Dixon 1929. Fissidens aciphyllus ingår i släktet fickmossor, och familjen Fissidentaceae. Inga underarter finns listade i Catalogue of Life.